# Vladimir (Dulcigno)
Vladimir (in italiano Vladimiro) è un centro abitato del Montenegro, frazione del comune di Dulcigno.

## Società
La popolazione di Vladimir è quasi interamente di etnia albanese.

## Infrastrutture e trasporti
Il centro abitato è attraversato dalla strada maestra M-1 (parte della strada europea E851), ed è punto d'origine della strada regionale R-22.